# Шарів Кут

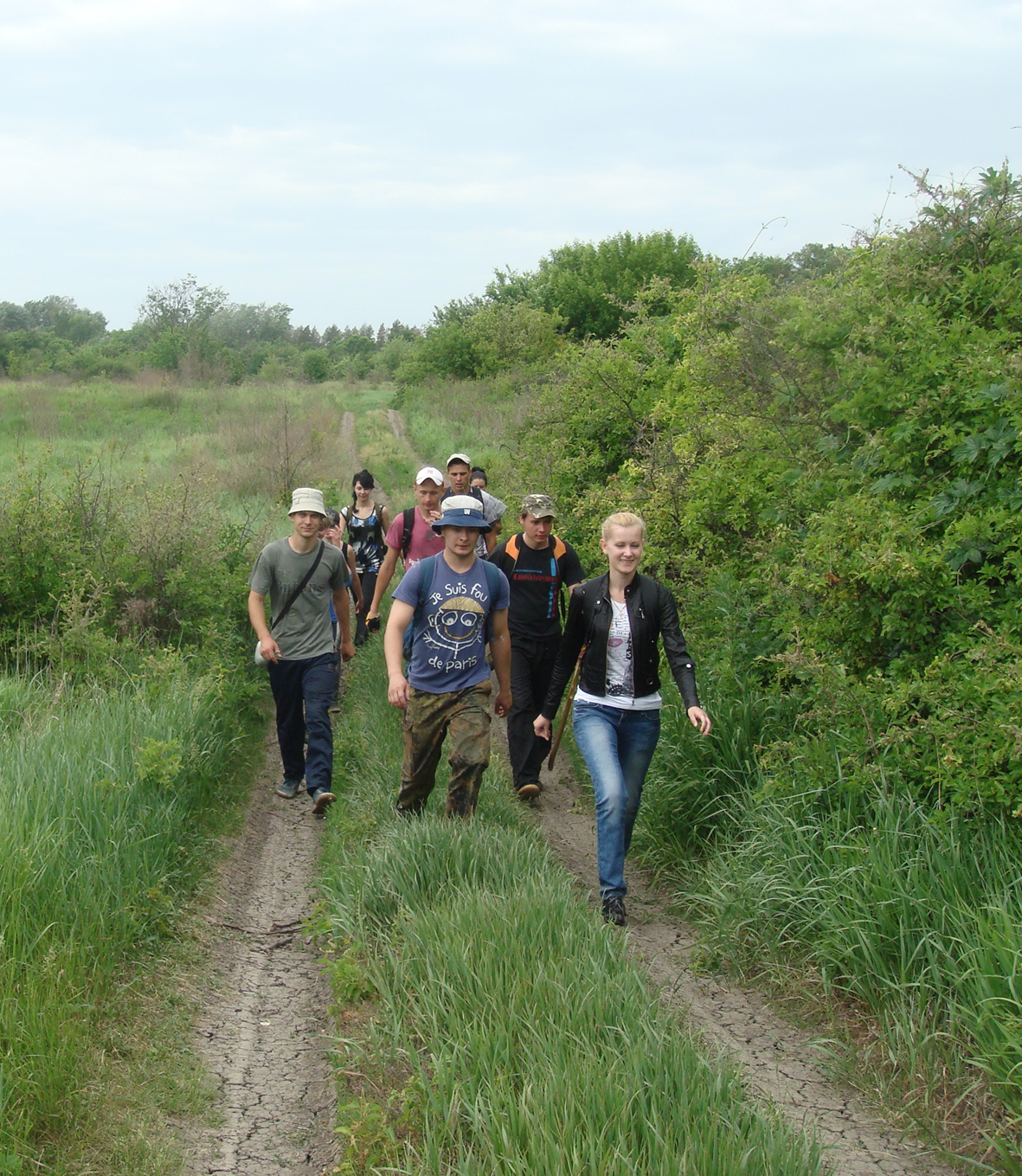
Група студентів-екологів на маршруті у заказнику Шарів Кут

48°35′51″ пн. ш. 39°39′33″ сх. д. / 48.59750° пн. ш. 39.65917° сх. д.
Ша́рів Кут — ландшафтний заказник поряд із селом Сизе в Станично-Луганському районі Луганської області України. Заказник знаходиться в міжріччі Сіверського Дінця і Деркула на площі 732 га Станично-Луганського та Піщаного лісництв державного підприємства «Станично-Луганське лісомисливське господарство». Південна межа об'єкту проходить вздовж річища Сіверського Дінця, на півночі територія заказника обмежена залізницею (станція Новоільєнко). Територія охоплює заплаву та борову терасу з характерним для цих ландшафтів тваринно-рослинним комплексом. Заплава плоскорівнинна з добре вираженим мікрорельєфом у вигляді западин з озерами, старицями та заболоченими ділянками. В заказнику розташоване озеро Сизе.

## Флора
Флора заказнику налічує понад 300 видів судинних рослин, серед яких 8 видів занесені до Червоної книги України. Переважний рослинний покрив: корінні дубові та дубово-в'язові та похідні вербові, осокорові та осикові ліси. Підлісок добре розвинений та представлений кленами польовим і татарським, бруслинами бородавчастою та Черняєва, терном степовим, ожиною сизою.
У складі водно-болотних і прибережних угруповань зустрічається реліктова, внесена до Червоної книги України, водна папороть сальвінія плаваюча, багато рідкісних у Луганській області рослин (глечики жовті, півники болотні, жовтеці багатолистий та язиколистий, калюжниця болотна тощо).
На підвищених ділянках прируслової та центральної заплави розвинуті лучно-степові (з кострицею борознистою та тонконогом вузьколистим), у знижених — типово-лучні угруповання з тимофіївкою лучною, лисохвостом піхвовим тощо.
Борова тераса вкрита сосняками штучного походження із збідненим трав'яним покривом. Досить значні ділянки борових терас, для яких характерні слабогорбисті поверхні з чергуванням піщаних масивів та блюдцеподібних западин, зайняті піщано-степовою рослинністю з домінуванням костриці Беккера, келерії піскової та житняків гребінчастого та Лавренка. На таких місцях можна побачити міцний лишайниковий покрив, створений переважно видами кладонії, до яких домішуються зелені мохи.
В лучних угрупованнях можна побачити рябчик руський та малий, косарики тонкі, зрідка зустрічаються поодинокі представники родини орхідних — зозулинці болотний та блощичний.

## Фауна
Заказник відрізняється різноманітною фауною: близько 300 видів хребетних тварин, з яких 32 занесені до Червоної книги України. Особливо велике природоохоронне значення заказника для збереження фауни риб (36 видів). Серед них ендемік Дону і Сіверського Дінцю ялець Данилевського та ендемік Чорноморського басейну йорж-носар. У Сіверський Донець та Деркул на нерест із Дону та Азовського моря піднімаються селява, вирезуб, рибець та зрідка азово-чорноморський осетер.
Із ссавців звичайними є заєць-русак, вивірка звичайна, бобер європейський, норка європейська, борсук, сарна європейська, дика свиня, рідкісні — вухатий їжак, вечірниця мала.
Зустрічаються рідкісні види птахів: сірий та степовий журавлі, скопа, сапсан, лежень, чорноголова вівсянка.
Відмічене існування 14 видів безхребетних, внесених до Червоної книги України: жук-олень, махаон, подалірій, поліксена, мнемозина, дубовий бражник, ведмедиця гера та ін.

## Охорона
Заказник створено рішенням Луганської обласної ради № 3/18 від 4 вересня 1998 року з метою охорони рідкісних видів рослин, звірів, птахів, риб і комах, занесених до Червоної книги України. Землі заповідного об'єкту знаходяться в користування ДП «Станично-Луганське ЛМГ».